# 1-335

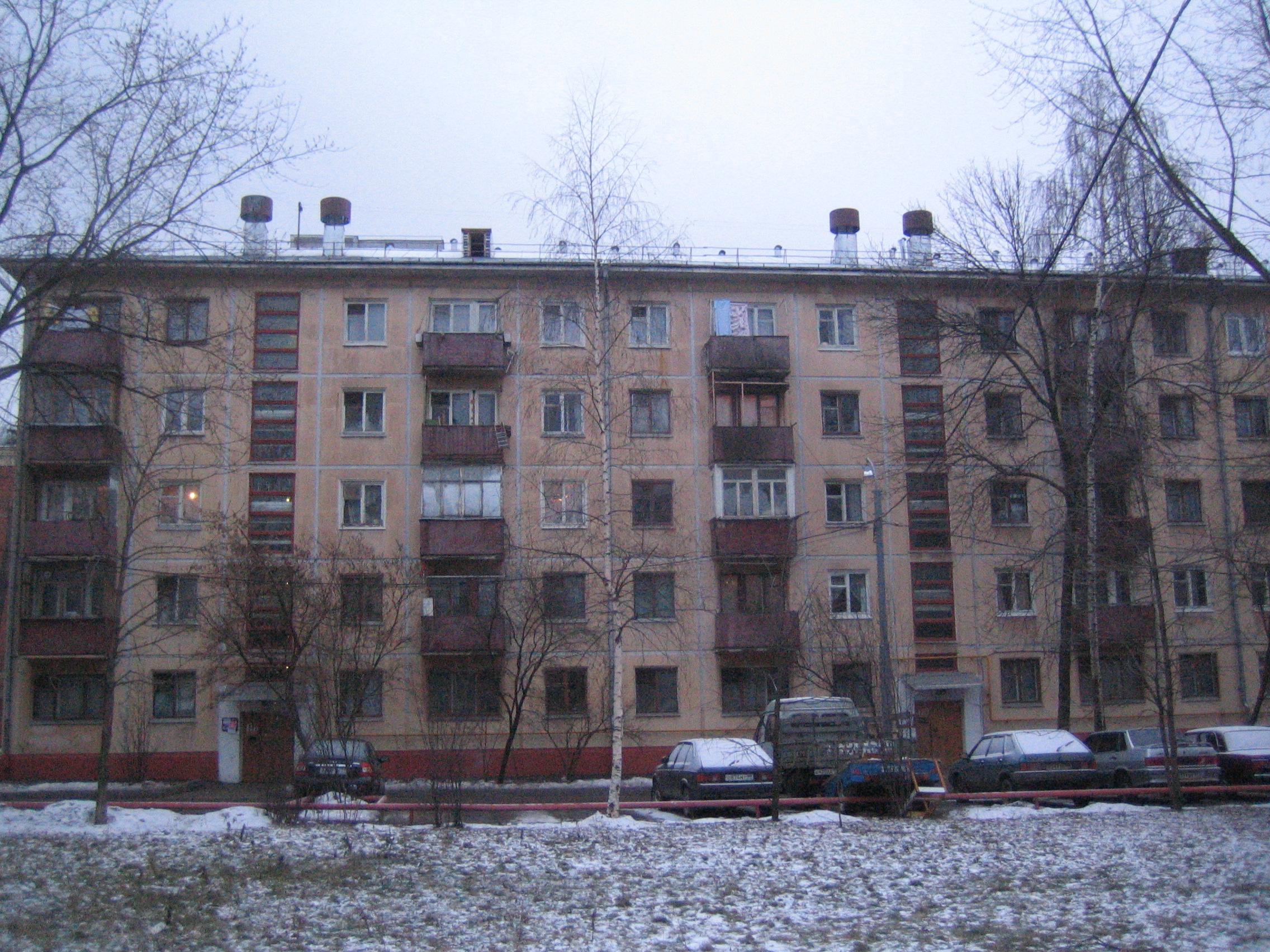
Haus der Serie I-1335 in Moskau

Bei der Serie 1-335, gelegentlich auch als I-335 bezeichnet, handelt es sich um einen Typ von Wohngebäuden des industriellen Wohnungsbaus in der damaligen Sowjetunion, der Ende der 1950er Jahre im Leningrader Abteilung des Institutes Gorstroiprojekt (russisch Горстройпроект) entwickelt wurde. Die drei- bis fünfstöckigen Häuser werden aufgrund ihrer Entstehungszeit, der Häufigkeit ihres Auftretens und Bauausführung oftmals mit den Chruschtschowkas gleichgesetzt, obwohl diese sehr unterschiedliche Typen von Wohngebäuden umfassten.
Die Häuser der Serie wurden in der Sowjetunion und ihren Nachfolgestaaten von 1959 bis in die 1990er Jahre gebaut.

## Geschichte

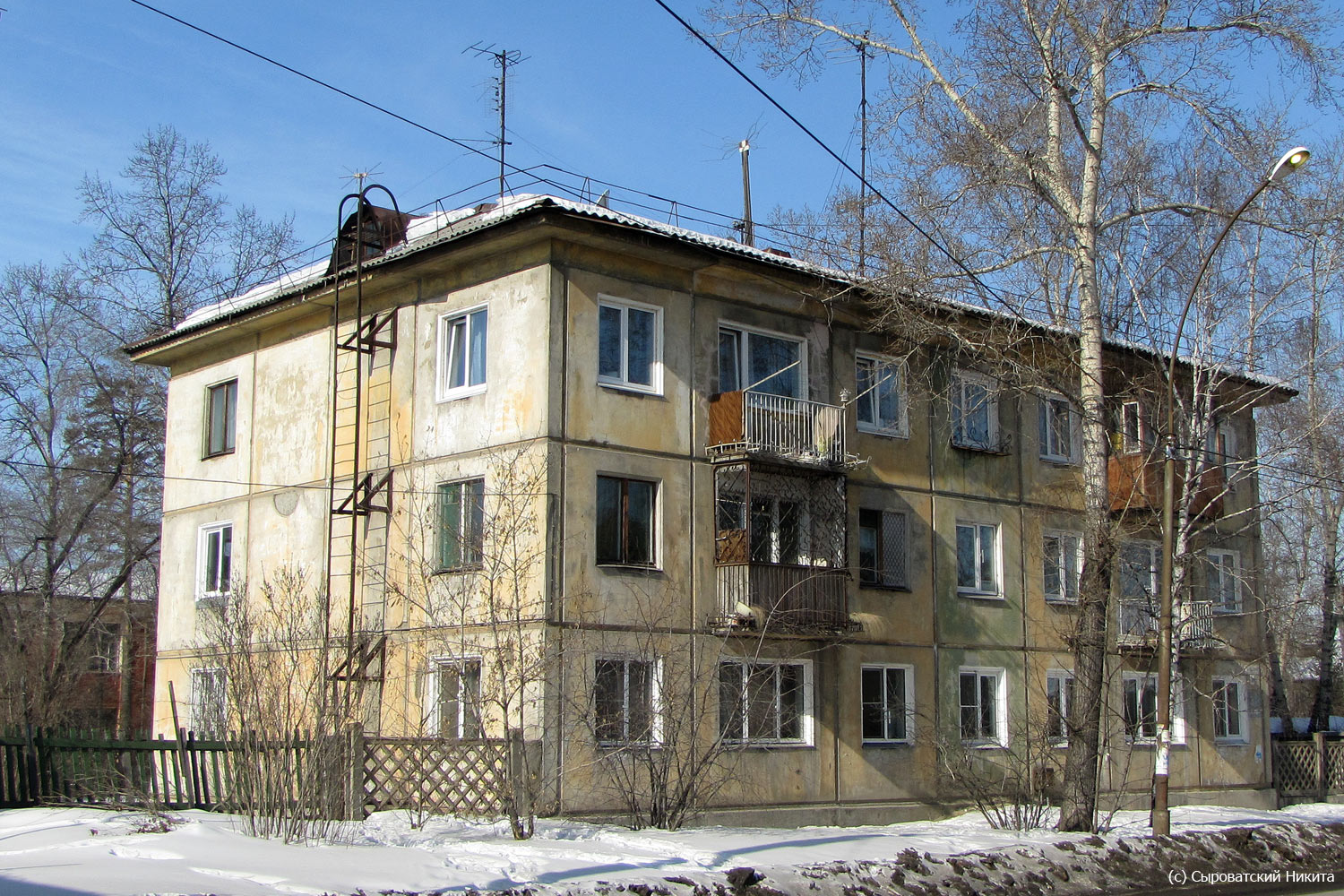
Erstes Haus vom Typ I-335 in Angarsk

Das erste Haus der Serie wurde Ende Januar 1959 in Angarsk fertiggestellt. Es hat drei Stockwerke, für diese Anzahl steht die führende 3 in der Bezeichnung der Serie.
Die Serie fand schnell eine weite Verbreitung in der damaligen UdSSR, da aufgrund der geringen Kosten – die Häuser des Typs 1-335 waren die billigsten Plattenbauten unter den Chruschtschowkas – schnell zumindest die dringendsten Probleme der Wohnungsversorgung gelöst werden konnten. Es entstanden in großer Anzahl Gebäude mit 2, 3, 4 und 5 Stockwerken. Häuser dieses Typs mit 9 Stockwerken sind relativ selten, da in diese ein Fahrstuhl eingebaut werden musste. Es wurden Häuser mit 2, 3, 4, 5, 6, 8 und 10 Sektionen gebaut.
In Leningrad entstand die größte Anzahl von Wohngebäuden dieser Serie; typisch war hier der Bebauung ganzer Stadtviertel mit Häusern dieses Typs. Insgesamt wurden dort 289 Häuser dieses Typs mit 1442 Sektionen errichtet. In Moskau sind diese Gebäude relativ selten und meist als Lückenbebauung vertreten.
In großer Anzahl anzutreffen sind Häuser der Serie 1-335 in Omsk, Kaluga, Tula, Astrachan, Nowopolozk sowie in zahlreichen Siedlungen Westsibiriens und Kasachstans. Dabei entstanden in vielen Fällen lokale Abwandlungen der Ursprungstyps, die als Unterserien gekennzeichnet wurden. Die Änderungen reichten dabei von der Anpassung des Erscheinungsbildes, z. B. durch Mosaike in Kaluga, bis zur Änderung der Paneele wie bei der Serie I-335AT in Tula.
Während der Bau des maximal fünfgeschossigen Ursprungstypes und seiner Modifikationen bereits in den 1970er Jahren eingestellt wurde, wurden die neunstöckigen Hochhäuser der Serie bis in die 1990er Jahre gebaut.

## Charakteristik

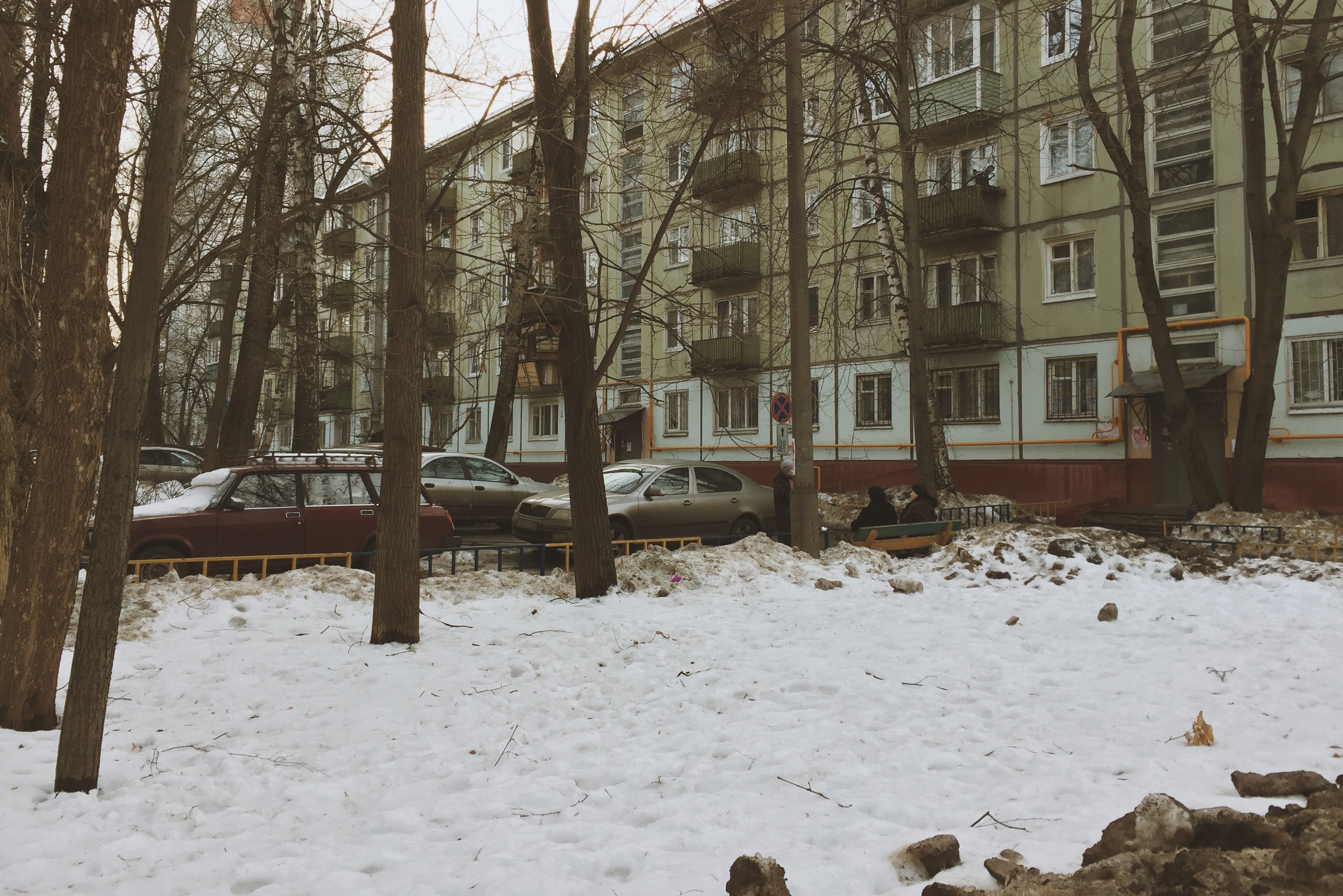
Fünfstöckiges Mehrsektionshaus in Moskau

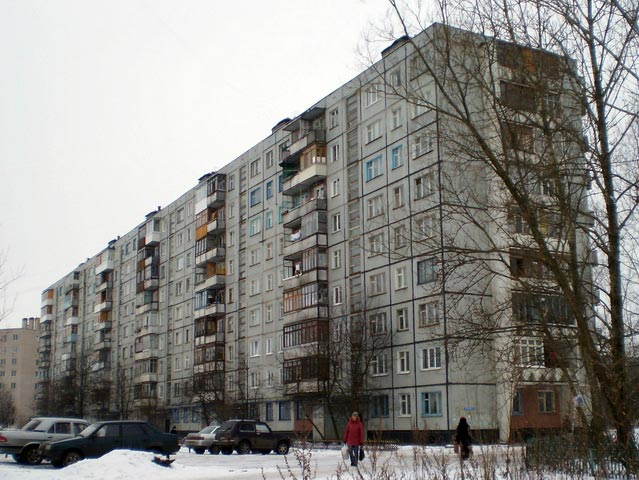
Neunstöckiges Mehrsektionshaus der Serie 1-335AK in Weliki Nowgorod

Die Häuser wurden in Sektionsbauweise errichtet. Dabei umfasst eine Sektion die um den Fahrstuhlschacht bzw. das Treppenhaus gelegenen Räume und Anlagen. Häuser, die nur aus einer Sektion bestehen, sind selten, der Regelfall ist der Bau von Häusern mit bis zu zehn Sektionen, was zu der für sowjetische Neubaugebiete typischen zeilenförmigen Bebauung führt.
Als Fundament kamen Streifenfundamente zur Anwendung. Das Gebäude besteht aus einem Stahlbetonskelett und tragenden Außenwänden in Paneelbauweise. In der russischsprachigen Fachliteratur wird dabei von einem „Halbskelett“ (russisch полукаркасной) gesprochen, da das Tragwerk aus den Pfeilern mit Trägern und den Außenwänden sowie den tragenden Innenwänden gebildet wird. Dabei kamen nur zwei unterschiedliche Breiten der Paneele zur Anwendung – 2,6 m oder 3,2 m Breite, die mit oder ohne Fenster bzw. Balkontür ausgeführt wurden. Die Stirnseiten des Gebäudes bestehen immer aus zwei Paneelen mit der Breite von 2,6 und zwei Paneelen der Breite von 3,2 m, wobei die Anordnung der Fenster variieren kann. Durch die unterschiedliche Anordnung der Paneele an den Längsseiten konnten die Grundrisse der Sektionen in begrenztem Maße variiert werden. Dabei hatten bei Häusern in Mehrsektionsbauweise die Sektionen an den Stirnseiten eine Breite von sechs Paneelen, die Zwischensektionen eine Breite von sieben Paneelen. Die Geschossdecken bestanden aus Streifen in Paneelbreite, die quer zur Längsachse des Gebäudes aufgelegt wurden und sich auf Einfeldträger abstützen. Die Deckenlemente reichen dabei jedoch jeweils nur bis zur Mitte des Gebäudes, charakteristisch sind daher die in der Längsachse des Gebäudes stehenden Pfeiler.
Ursprünglich wurden die Häuser mit einem flachen Walmdach gebaut, dass mit Blech oder Asbestzement belegt wurde. Spätere Bauten des Typs besaßen oftmals ein Flachdach.
Der Fußboden des Erdgeschosses liegt ca. 1 m über der Erdoberfläche, unter dem Erdgeschoss befinden sich Abstellräume und Räume für technische Anlagen mit verminderter Deckenhöhe. Erschlossen wurde jede Sektion durch die zentral an der vorderen Wand des Gebäudes liegende Treppe. Charakteristisch für Häuser dieser Serie sind die nahezu deckenhohen Fenster des Treppenhauses. In den Häusern gab es keine Aufzugsanlagen – da gesetzlich damals nicht vorgeschrieben – und keine Müllschlucker. Eine Ausnahme bilden dabei die neunstöckigen Häuser der Serie, in denen ein Fahrstuhl eingebaut wurde.
Jedes Stockwerk ist in vier Wohnungen unterteilt. Dabei waren Ein-, Zwei- und Dreiraumwohnungen mit Badezimmern vorgesehen. Die beiden Einraumwohnungen hatten je eine Wohnfläche von ungefähr 31 m², die Zweiraumwohnung von gut 41 m² und die Dreiraumwohnung von gut 58 m². Durch Variation der Paneele konnten die Stockwerke aber auch in jeweils zwei Ein- und Dreiraumwohnungen, eine Einraum- und drei Zweiraumwohnungen oder drei Zweiraum- und eine Dreiraumwohnung aufgeteilt werden, wobei die Größe der einzelnen Wohnungen ungefähr gleich blieb. Nachteilig war, dass aufgrund der Bauweise nicht nur die in der Längsachse liegenden Wände, sondern auch ein Teil der Querwände innerhalb einer Sektion tragend waren, was nachträgliche Änderungen der Grundrisse erschwert. Die Deckenhöhe lag bei 2,55 m.
Die Außenwände bestehen entweder aus einer 40 cm starken Platte aus Blähbeton oder einer zweischichtigen Stahlbetonplatte mit 30 cm Stärke, die Decke aus einer 10 cm starken Stahlbetonplatte. Die nichttragenden Innenwände sind mit 8 cm starken Gipskartonplatten ausgeführt. Nichttragende Innenwände zwischen den Wohnungen bestehen aus zwei dieser Gipskartonplatten mit einem Luftspalt von 4 cm.
Die Installationen für Heizung, Kalt- und Warmwasser sind in Versorgungsschächten zusammengefasst, die Toilette befand sich bei allen Wohnungen im Badezimmer. Grundsätzlich war für jede Wohnung ab dem 1. Obergeschoss ein Balkon vorgesehen. Die Balkone waren dabei schmaler als das entsprechende Paneel. Typisch für die Serie waren die fast quadratischen Fenster, die breiter als in anderen Chruschtschowkas waren.
Vorteilhaft waren die geringen Herstellungskosten der Häuser dieses Typs, die rasch zu einer weiten Verbreitung und damit zur Lösung des Wohnungsproblems beitrugen. Als Vorteil wurde ebenfalls der in jeder Wohnung vorhandene Balkon angesehen. Die Verfügbarkeit von Dreiraumwohnungen kam den Bedürfnissen von Familien entgegen.
Nachteilig waren der geringe Wohnkomfort, da Fahrstühle und Müllschlucker fehlen und auch in den Dreiraumwohnungen sich die Toilette innerhalb des Badezimmers befindet. Auch sind die Verkehrsflächen in und zwischen den Wohnungen sehr eng. Daneben ist – wie bei allen sowjetischen Typenbauten dieser Zeit – die unzureichende Wärme- und Schallisolierung ein gravierender Nachteil.
Die Zukunft der vorhandenen Gebäude dieses Typs ist in vielen russischen Städten Gegenstand der Diskussion. Einerseits haben diese Gebäude einen geringen Wohnwert und bedürfen der aufwändigen Sanierung, andererseits stellen sie in vielen Städten einen großen Teil des Wohnungsbestandes und sind gerade aufgrund ihres verhältnismäßig geringen Preises auch für einkommensschwache Schichten erschwinglich.
Für das erste Haus der Serie in Angarsk war 2020 der Abriss geplant. Bei der kontrollierten Zerlegung des Gebäudes sollten Erkenntnisse über den Zustand des Skelettes und die verbleibende Widerstandsfähigkeit gegen Erdbeben gesammelt werden, um Rückschlüsse auf andere Gebäude hinsichtlich der Möglichkeit und Notwendigkeit von Erhaltungsmaßnahmen zu ziehen.